# Ridgeland (métro de Chicago)
Pour les articles homonymes, voir Ridgeland.
Riddeland est une station de la ligne verte du métro de Chicago.

## Description
La première station Ridgeland fut construite par la Lake Street Elevated en 1901 dans le cadre de l'extension de la Lake Branch le long de South Boulevard à Oak Park. 
En 1962, Ridgeland, jusqu'alors au niveau de surface, fut surélevée sur un remblai et l'entrée principale fut reconstruite en profitant du petit espace pour y inclure la salle des guichets et un mobilier fonctionnel. Elle se trouve au coin nord-est de Ridgeland, au croisement avec South Boulevard. 
Lors de la fermeture en 1994 de la ligne verte pour sa réhabilitation complète, la station ne fut que très peu modifiée, elle fut repeinte et reçut la nouvelle signalétique avant de rouvrir le 12 mai 1996. 
Lors de sa réouverture, le comité de résidents handicapés de Oak Park a fortement protesté car Ridgeland est, avec les autres stations de Oak Park, une des rares stations de la ligne verte inaccessible aux personnes handicapées. 
404 504 passagers y ont transité en 2008.

## Les correspondances avec le bus
Avec les bus de la Chicago Transit Authority :
- #N20 Madison (Owl Service)
- #86 Narragansett/Ridgeland

Avec les bus du réseau Pace :
- #309 Lake Street
- #313 St. Charles Road
- #315 Austin-Ridgeland

## Dessertes
| Nord/Ouest                |  |             |  | Sud/Est                                  |
| ------------------------- |  | ----------- |  | ---------------------------------------- |
| Oak Park vers Harlem/Lake |  | ligne verte |  | Austin vers Ashland/63rd / Cottage Grove |
| modifier sur Wikidata     |  |             |  |                                          |